# Dupla-üreg
A Dupla-üreg az egyik, andezitben képződött gázhólyagbarlang, amely a Cserhát hegységben helyezkedik el.

## Leírás
A Cserhát hegység K-i részén, a Kelet-cserháti Tájvédelmi Körzetben, Sámsonháza belterületének ÉNy-i szélén, a Csűd-hegy K-i lábánál, a településről É-ra kivezető műút mellett, az út D-i oldalán, füves és cserjés domboldalban, egy már nem művelt, kicsi, kézműves kőfejtő kis sziklafalában, kb. 2 m magasan, 194 m tengerszint feletti magasságban van a barlang természetes jellegű, ovális alakú, vízszintes tengelyirányú, ÉK felé néző, 90 cm széles és 40 cm magas bejárata. A kőfejtő a híres, rekultivált, nagyon látványos, geológiai szempontból érdekes kőbányával szemben van. Két üreg van egymás mellett, melyek közül az alsó, sziklafal tövében nyíló, 1,4 m hosszú üreg nem éri el a barlangméretet.
A középső miocén andezitben létrejött Dupla-üreg egy szingenetikus, azaz a kőzettel egyidőben keletkezett gázhólyagbarlang. A két üreg képződése és formakincse hasonló. Egyszerű térformájú a Dupla-üreg. Ellipszis szelvénytípus a jellemző szelvénytípusa. A barlang vízszintes kiterjedése 2,3 m. A falakon jól megfigyelhető az egykori viszkózus láva kelt tésztára emlékeztető felülete. Környékén jól látható az andezit folyásos szövete. A fal rétegesen, kérgesen válik el és a levált törmelékanyag befedi a barlang alját. A falakat foltokban fehér, földes, kéregszerű kiválások borítják. Enyhén emelkedik befelé a barlang, majd 2,5 m után egy járhatatlan méretű résként folytatódik. A gyakorlatilag érintetlen barlang kúszva, engedély nélkül megtekinthető.
Sámsonháza három barlangja közül az egyik. A másik kettő az elpusztult Sámsonházi-hólyagbarlang és az elveszett Csapás-tetői-barlang.
1988-ban volt először Dupla-üregnek nevezve a barlang az irodalmában. Előfordul a barlang az irodalmában Dupla-barlang (Eszterhás 1997) néven is.

## Kutatástörténet
Az üreget valószínűleg az itt végzett kőbányászat tárta fel. A barlangot Eszterhás István 1988. augusztus 21-én, egy terepbejárás során megvizsgálta, felmérte, majd a felmérés adatainak felhasználásával megrajzolta a barlang alaprajz térképét, hosszmetszet térképét és 2 keresztmetszet térképét. A térképek 1:50 méretarányban mutatják be a barlangot. A térképlapon látható egy helyszínvázlat, amelyen megfigyelhető a barlang földrajzi elhelyezkedése. A térképlap szerint a Kis-Zagyva-völgyben, 200 m tengerszint feletti magasságban található a 3,9 m hosszú barlang. Az Alba Regia Barlangkutató Csoport 1988. évi évkönyvébe bekerült a térképlap és a barlang részletes leírása. Az évkönyv szerint két egymás mellett lévő üreg a Dupla-üreg. A hosszadat együtt a két üregre vonatkozik. Az üregek belsejében lávalefolyások látszanak és a falai mentén hagymahéjszerű elválások vannak. A barlang kőzete alsó miocén slírre, echinoideás márgára települt piroxénandezit, amelyet lajtamészkő takar.
A csoport 1989. évi évkönyvében van egy helyszínrajz, amelyen látható a Dupla-üreg földrajzi elhelyezkedése. Az évkönyvben van egy összesítés a Cserhát hegység barlangjairól, amely szerint a Dupla-üreg Sámsonháza két barlangja közül az egyik. A listában az olvasható, hogy a hegység andezitben kialakult 4 barlangjának egyike a 4 m hosszú és 40 cm magas Dupla-üreg.
Az Eszterhás István által 1989-ben írt, Magyarország nemkarsztos barlangjainak listája című kéziratban az olvasható, hogy a Cserhát hegységben, az 5223-as barlangkataszteri területen, Sámsonházán lévő Dupla-üreg andezitben alakult ki. A barlang 4 m hosszú és 0,5 m magas. A felsorolás szerint a Cserhát hegység nem karsztkőzetben keletkezett 9 barlangjának egyike, illetve Sámsonháza nem karsztkőzetben keletkezett 3 barlangja közül az egyik. A listában meg van említve az a Magyarországon, nem karsztkőzetben kialakult, létrehozott 220 objektum (203 barlang és 17 mesterséges üreg), amelyek 1989. év végéig váltak ismertté. Magyarországon 19 barlang keletkezett andezitben.
Az Eszterhás István által 1993-ban írt, Magyarország nemkarsztos barlangjainak lajstroma című kéziratban meg van említve, hogy a Dupla-üreg a Cserhát hegységben, az 5223-as barlangkataszteri területen, Sámsonházán helyezkedik el. A Cserhát hegység nem karsztkőzetben kialakult 10 barlangja közül az egyik. Az andezitben keletkezett barlang 3,5 m hosszú és 0,5 m magas. Az összeállításban fel van sorolva az a Magyarországon, nem karsztkőzetben kialakult, létrehozott 520 objektum (478 barlang és 42 mesterséges üreg), amelyek 1993 végéig ismertté váltak. Magyarországon 178 barlang, illetve mesterségesen létrehozott, barlangnak nevezett üreg alakult ki, lett kialakítva andezitben.
Az MKBT Vulkánszpeleológiai Kollektívájának 1997. évi évkönyvében az van írva, hogy szilikátpizolitek vannak benne. Az évkönyvbe bekerült egy tanulmány az Északi-középhegység érdekesebb barlangjairól, amelyben meg van említve a barlang. A 2001. november 12-én készült, Magyarország nemkarsztos barlangjainak irodalomjegyzéke című kézirat barlangnévmutatójában szerepel a Dupla-üreg (Sámsonháza, Cserhát hegység). A barlangnévmutatóban fel van sorolva 6 olyan irodalmi mű, amelyek foglalkoznak a barlanggal. A 2004. évi Karsztfejlődésben meg van említve, hogy a Dupla-üreg 3,5 m hosszú.
A barlang 2006. április 12-én készült nyilvántartólapja szerint a részletesen felmért Dupla-üreg 2,5 m hosszú, 1 m függőleges kiterjedésű, 1 m magas, 2,3 m vízszintes kiterjedésű és 194 m tengerszint feletti magasságban nyílik. Mivel a mellette nyíló alsó üreggel közös zárt szelvénye nincs, ezért az adatok csak a felső, barlang méretű üregre vonatkoznak. Jellege és genetikája is érdekes barlangtani szempontból, ezért érdemes megkülönböztetett védelemre. Gazda Attila szerint utólagos felszíni képződmények a falakat foltokban borító, fehér, földes, kéregszerű kiválások, amelyek anyaga nincs megállapítva. A 2017. évi Karsztfejlődésben van egy rövid leírás a barlangról. A kiadványban publikálva lett egy helyszínrajz, amely a Cserhát hegység nemkarsztos barlangjainak földrajzi elhelyezkedését mutatja be. A helyszínrajzon látható a Dupla-üreg földrajzi elhelyezkedése is.